# 雅各貝尼鄉 (蘇恰瓦縣)

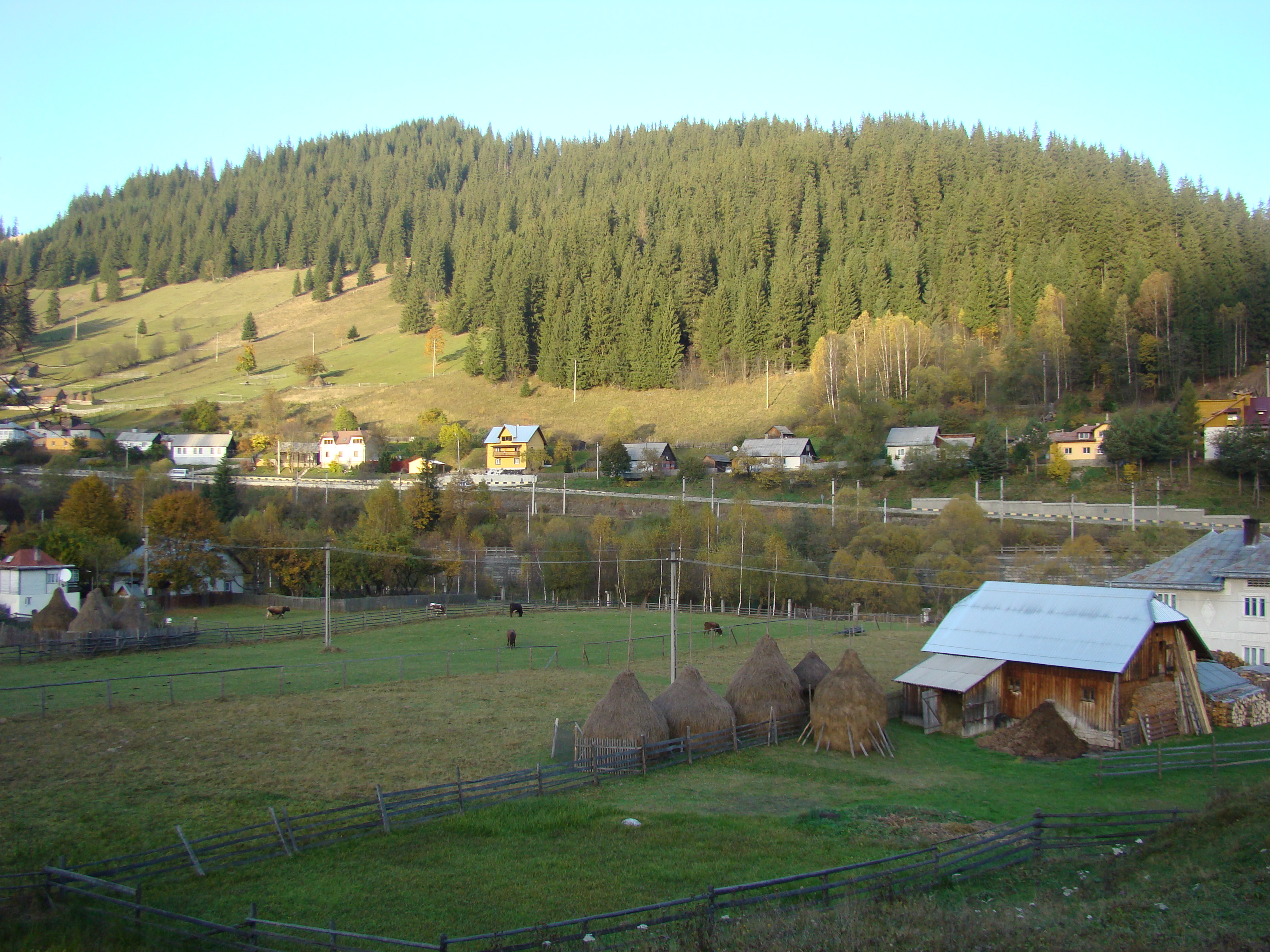

47°26′N 25°19′E / 47.433°N 25.317°E
雅各貝尼鄉（羅馬尼亞語：Comuna Iacobeni, Suceava），是羅馬尼亞的鄉份，位於該國東北部，由蘇恰瓦縣負責管轄，面積178平方公里，海拔高度837米，2007年人口2,168，人口密度每平方公里12人。